# Wellington Classic
Wellington Classic (Nya Zeeland) är en nedlagd kvinnlig professionell tennistävling anordnad av WTA.
Wellington Classic anordnades fem gånger, mellan 1988 och 1992.

## Prispengar
| År   | Prispengar |
| ---- | ---------- |
| 1988 | $50 000    |
| 1989 | $50 000    |
| 1990 | $75 000    |
| 1991 | $100 000   |
| 1992 | $100 000   |

## Resultat

### Singel
| År   | Vinnare           | Finalist         | Resultat            |
| ---- | ----------------- | ---------------- | ------------------- |
| 1988 | Jill Hetherington | Katrina Adams    | 6–1, 6–1            |
| 1989 | Conchita Martínez | Jo-Anne Faull    | 6–1, 6–2            |
| 1990 | Wiltrud Probst    | Leila Meskhi     | 1–6, 6–4, 6–0       |
| 1991 | Leila Meskhi      | Andrea Strnadová | 3–6, 7–6 (7–3), 6–2 |
| 1992 | Noëlle van Lottum | Donna Faber      | 6–4, 6–0            |

### Dubbel
| År   | Segrare                              | Finalister                          | Resultat      |
| ---- | ------------------------------------ | ----------------------------------- | ------------- |
| 1988 | Patty Fendick / Jill Hetherington    | Belinda Cordwell / Julie Richardson | 6–3, 6–3      |
| 1989 | Elizabeth Smylie / Janine Tremelling | Tracey Morton / Heidi Sprung        | 7–6, 6–1      |
| 1990 | Natalia Medvedeva / Leila Meskhi     | Michelle Jaggard / Julie Richardson | 6–3, 2–6, 6–4 |
| 1991 | Jo-Anne Faull / Julie Richardson     | Belinda Borneo / Clare Wood         | 2–6, 7–5, 7–6 |
| 1992 | Belinda Borneo / Clare Wood          | Jo-Anne Faull / Julie Richardson    | 6–0, 7–6      |